# Эллипсис глагольной группы
Эллипсис глагольной группы — тип эллипсиса, при котором в предложении происходит опущение глагольной связки при условии наличия в контексте антецедента. Является одним из наиболее изученных типов эллипсиса в английском языке.

## Примеры
В английском языке, эллипсис глагольной группы лицензируется вспомогательными глаголами:

- Monika has paid already, but Alice hasn’t.

- I won’t go out today, but my sister will.

Однако в таких языках, как французский, голландский и итальянский, опущение глагола в схожих синтаксических условиях невозможно.
*Antonio ha già pagato, ma Stefano non ha ancora.